# Mohammed Chihani
Mohammed Chihani (arab. محمد الشيحاني, ur. 13 września 1982) – marokański piłkarz, grający jako defensywny pomocnik. Reprezentant kraju. Po zakończeniu kariery trener, asystent menadżera w Widadzie Sefrou.

## Kariera klubowa

### Początki
Zaczynał karierę w Ittihadzie Khémisset. W zespole młodzieżowym występował do 2004 roku, wtedy został przeniesiony do pierwszej drużyny.

### Maghreb Fez
1 lipca 2009 roku przeniósł się do Maghrebu Fez. W sezonie 2010/2011 zagrał w tym klubie 8 meczów ligowych i strzelił 3 bramki. Zdobył także w tym sezonie puchar Maroka.

### Al-Arabi SC
1 lipca 2011 roku został wypożyczony do katarskiego Al-Arabi SC za kwotę 400 tysięcy euro. W tym zespole zadebiutował 24 września 2011 roku w meczu przeciwko Al-Wakrah SC (wygrana 3:2). Zagrał całe spotkanie. W sumie zagrał 7 meczów ligowych.

### FUS Rabat
1 sierpnia 2012 roku został graczem FUS Rabat. W tym zespole debiut zaliczył 16 września 2012 roku w meczu przeciwko Raja Casablanca (porażka 3:0). Wszedł na boisku w 31. minucie za André Ndamé Ndamé. Pierwszą asystę zaliczył 2 grudnia 2012 roku w meczu przeciwko Renaissance Berkane (3:0). Asystował przy bramce Hichama El Arouiego w 89. minucie. Pierwszą bramkę strzelił 4 stycznia 2013 roku w meczu przeciwko Wydad Fès (4:0). Do siatki trafił w 44. minucie. W sumie zagrał 50 meczów, strzelił gola i dwukrotnie asystował. W sezonie 2014/2015 zdobył ponownie puchar Maroka.

### KAC Kénitra
6 września 2015 roku podpisał kontrakt z KAC Kénitra. W tym klubie debiut zaliczył 13 września 2015 roku w meczu przeciwko Mouloudii Wadżda (porażka 1:0). Zagrał całe spotkanie. Po raz pierwszy asystował  7 stycznia 2016 roku w meczu przeciwko Kawkabowi Marrakesz (wygrana 1:2). Asystował przy trafieniu Taoufika Ijroutena w 93. minucie. Pierwszą bramkę strzelił 14 kwietnia 2017 roku w meczu przeciwko Moghrebowi Tétouan (3:0). Do siatki trafił w 52. minucie. W sumie rozegrał 40 meczów, dwukrotnie trafiał do siatki i trzykrotnie asystował.
1 lipca 2017 roku zakończył karierę piłkarską.

## Kariera reprezentacyjna
W reprezentacji Maroka Chihani zadebiutował 14 listopada 2009 roku w meczu przeciwko reprezentacji Kamerunu (porażka 0:2). Zagrał cały mecz. W sumie wystąpił w 6 meczach w narodowych barwach.

## Kariera trenerska
Mohammed Chihani karierę trenerską rozpoczął od posady menadżera w CMS Toual. Został nim 18 października 2022 roku, natomiast skończył ją w sezonie 2022/2023. 1 stycznia 2024 roku został asystentem trenera w Widadzie Sefrou.